# Mappila

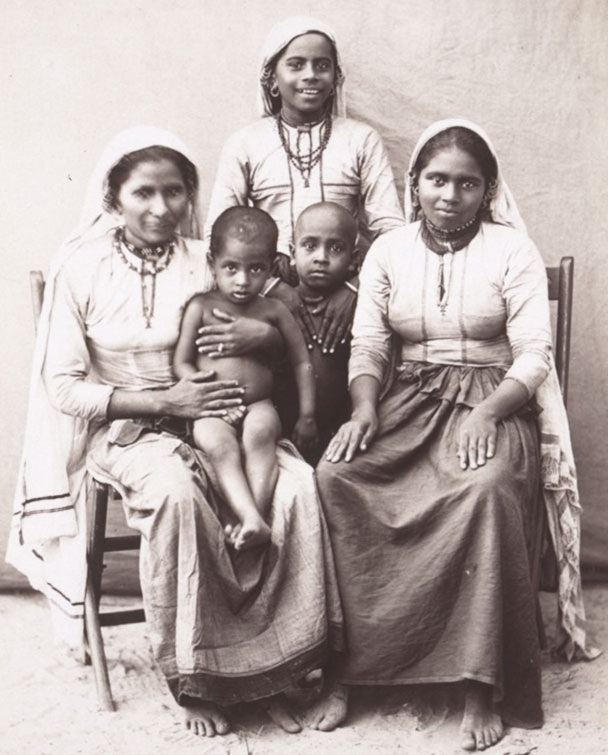
Mujeres musulmanas en Kerala (1901).

Los mappilas, también llamados moplah, son musulmanes que hablan el idioma malabar y habitan en el estado de Kerala, en la India.

## Demografía
Según el censo de 2011, el 26,56% de la población del Kerala es musulmana.